# Slapnik (Brda)
Slapnik é um assentamento localizado no município de Brda na Eslovênia. Em 2020 não era habitado, embora possua muitas propriedades rurais de grande luxuosidade e ornamentação. Isso se deve à emigração de seus antigos habitantes a vilas e cidades maiores após a Segunda Guerra Mundial.